# Ronald Brouwer
Ronald Leendert Brouwer (Hellevoetsluis, 27 april 1979) is een Nederlandse hockeyer. Hij speelde tot dusver 220 officiële interlands (80 doelpunten) voor de Nederlandse hockeyploeg. De aanvaller maakte zijn debuut op 3 oktober 2001 in de oefeninterland Duitsland-Nederland (3-1).
Brouwer, wiens neef Matthijs Brouwer eveneens voor het Nederlands elftal speelt, kwam achtereenvolgens uit voor Hercules, Den Dunc, MHC Zutphen, Deventer, Wageningen, HGC en Bloemendaal. Brouwer is een makkelijk scorende spits, die in de aanloop naar het EK hockey (2005) zesmaal scoorde in de met 14-0 gewonnen oefeninterland tegen Polen in Den Haag.
Vanaf seizoen 2016-17 speelde Brouwer voor de Braxgata HC dat uitkomt in de Eredivisie van de Belgische Hockey Bond.
Sinds seizoen 2018-2019 speelt de voormalig Oranjevedette voor Schaerweijde uit Zeist. 

## Internationale erelijst
| Jaar | Toernooi               | Plaats                     | Resultaat     |
| ---- | ---------------------- | -------------------------- | ------------- |
| 2001 | Champions Trophy       | Rotterdam, Nederland       | Brons         |
| 2002 | Wereldkampioenschap    | Kuala Lumpur, Maleisië     | Brons         |
|      | Champions Trophy       | Keulen, Duitsland          | Goud          |
| 2003 | Champions Trophy       | Amstelveen, Nederland      | Goud          |
|      | Europees kampioenschap | Barcelona, Spanje          | Vierde plaats |
| 2004 | Olympische Spelen      | Athene, Griekenland        | Zilver        |
|      | Champions Trophy       | Lahore, Pakistan           | Zilver        |
| 2005 | Europees kampioenschap | Leipzig, Duitsland         | Zilver        |
|      | Champions Trophy       | Chennai, India             | Zilver        |
| 2006 | Champions Trophy       | Terrassa, Spanje           | Goud          |
|      | Wereldkampioenschap    | Mönchengladbach, Duitsland | Zesde plaats  |
| 2007 | Champions Trophy       | Kuala Lumpur, Maleisië     | Brons         |
|      | Europees kampioenschap | Manchester, Engeland       | Goud          |
| 2008 | Champions Trophy       | Rotterdam, Nederland       | Brons         |
|      | Olympische Spelen      | Peking, China              | Vierde plaats |
| 2009 | Europees kampioenschap | Amsterdam, Nederland       | Brons         |
| 2010 | Wereldkampioenschap    | New Delhi, India           | Brons         |

Matthijs Brouwer · 
Ronald Brouwer · 
Jeroen Delmee · 
Geert-Jan Derikx · 
Rob Derikx · 
Marten Eikelboom · 
Floris Evers · 
Erik Jazet · 
Karel Klaver · 
Jesse Mahieu · 
Teun de Nooijer · 
Rob Reckers · 
Taeke Taekema · 
Klaas Veering · 
Guus Vogels · 
Sander van der Weide ·
Coach: Terry Walsh
Thomas Boerma · 
Matthijs Brouwer · 
Ronald Brouwer · 
Jeroen Delmee · 
Geert-Jan Derikx · 
Rob Derikx · 
Laurence Docherty · 
Jeroen Hertzberger · 
Robert van der Horst · 
Timme Hoyng · 
Teun de Nooijer · 
Rob Reckers · 
Taeke Taekema · 
Guus Vogels · 
Roderick Weusthof · 
Sander van der Weide ·
Coach: Roelant Oltmans